# Aprath
Aprath ist eine Wülfrather Ortschaft im nordrhein-westfälischen Kreis Mettmann nahe der Grenze zum Wuppertaler Stadtgebiet.

## Geschichte
Aprath geht aus einem erstmals 1150 erwähnten Rittersitz „Abbatisrothe“ hervor, der im 12. Jahrhundert „Abetrothe“ („Rodung des Abtes“) und 1715 auf der Ploennies-Karte „Abroth“ genannt wurde. Der Rittersitz gehörte im Laufe der Zeit zahlreichen Besitzern, unter anderem dem Ritter von Aprath und Quad von Rode.

## Sehenswürdigkeiten

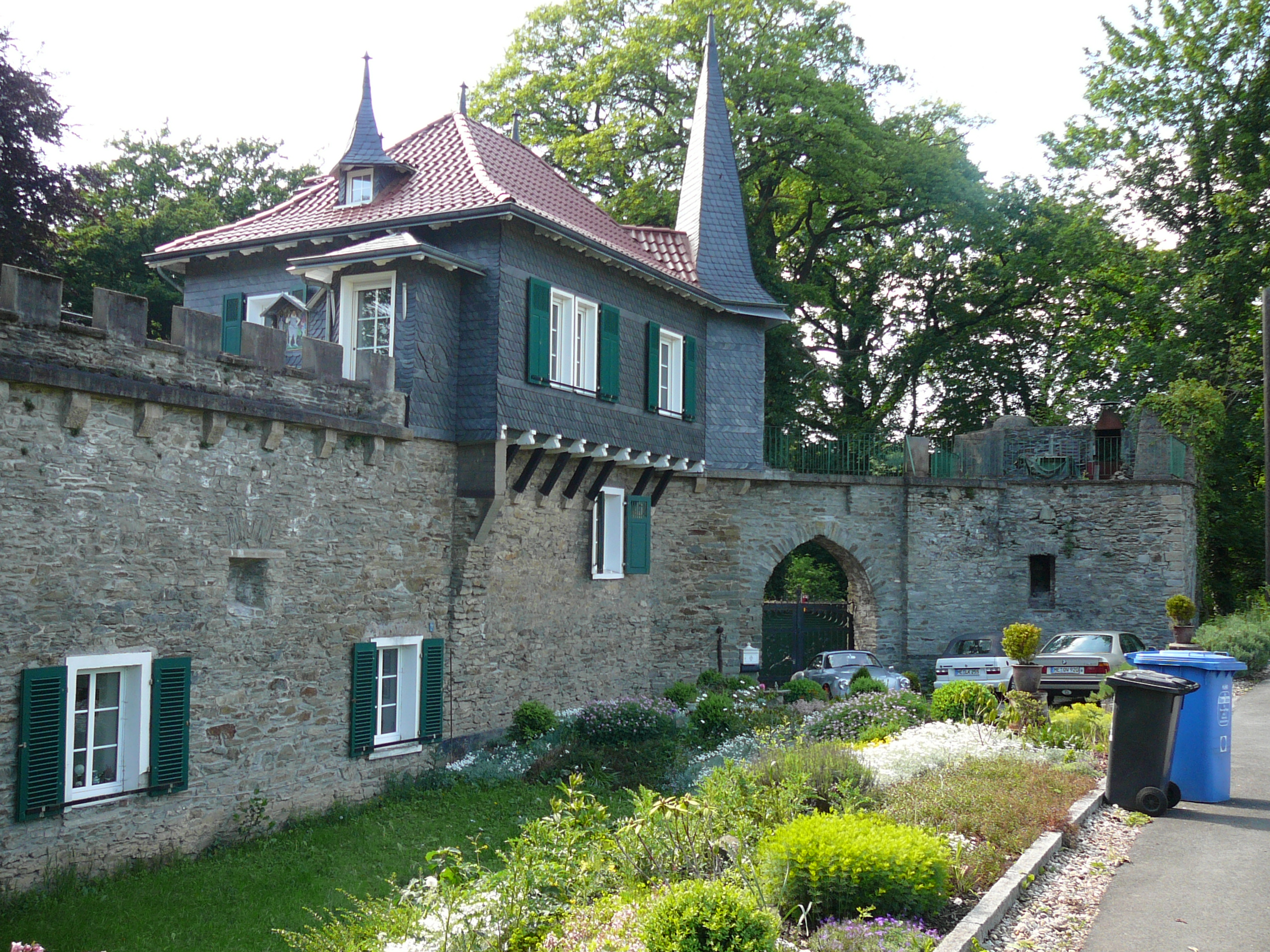
Reste von Schloss Aprath

Bekannt ist der Ortsteil durch das als Schloss Aprath bezeichnete Gebäudeensemble, das im Kern auf ein abgegangenes neuzeitliches Schlossgebäude zurückgeht. An dem Standort unmittelbar an der heutigen Landesstraße 74 lag zuvor die mittelalterliche Burg Aprath.
In der unmittelbaren Nähe des Anwesens befinden sich die Aprather Mühle und auf einer Anhöhe das Kaiser-Wilhelm-Denkmal.
Ebenfalls bekannt war Aprath lange Zeit für seine 1910 eröffnete Tuberkuloseheilstätte besonders für Kinder, genannt Klinik Aprath, die nach einer Umwandlung Ende der 1970er Jahre zum Seniorenheim 2006 Insolvenz anmelden musste. Seitdem verfiel der Gebäudekomplex mit dem imposanten Hauptgebäude zur Ruine.
Nach Aprath benannt ist die Bergische Diakonie Aprath, die inzwischen jedoch den Großteil ihrer Einrichtungen in Oberdüssel konzentriert hat.

## Verkehrsinfrastruktur

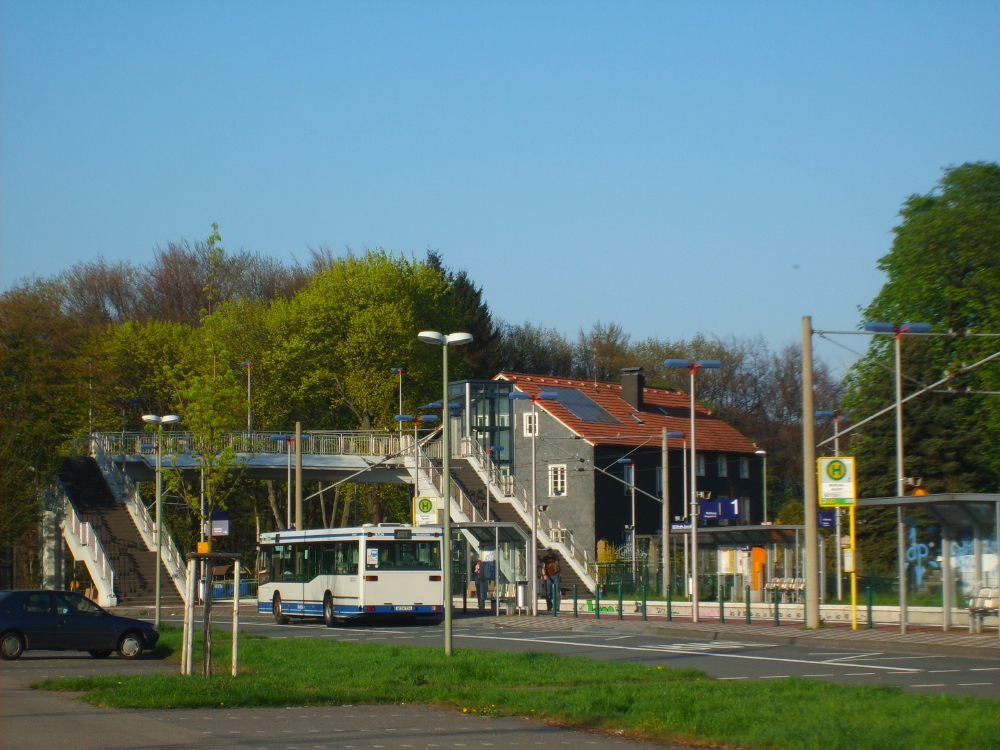
Haltepunkt Wülfrath-Aprath

Ende 2003 wurde der Haltepunkt Wülfrath-Aprath an der Bahnstrecke Wuppertal-Vohwinkel–Essen-Überruhr eingerichtet. Der S-Bahn-Haltepunkt verbindet Aprath mit Wuppertal-Vohwinkel und Essen und wird von der Linie S 9 der S-Bahn Rhein-Ruhr bedient. Die auch Prinz-Wilhelm-Eisenbahn genannte Bahnstrecke wurde bereits 1847 eröffnet und Aprath besaß bereits im 19. Jahrhundert einen eigenen Bahnhof, dessen Empfangsgebäude nach der Außerbetriebnahme im Jahr 1965 infolge eines Brandschadens 1990 abgerissen wurde.